# 粳稻
粳稻（粳同稉；读音jīng ㄐㄧㄥ，读如精；又读作gēng ㄍㄥ，读如庚），又稱日本型稻、溫帶粳稻，或稱中國稻（sinica rice），是水稻的一个亚种。與秈稻相比：需要日照时间短，比较耐寒；但因生长期长，一年只能一熟，不能和其他作物轮作；粳稻碾出的米稱「粳米」，米质粘性强，米粒短圆。
有的地方把“粳米”称作“大米”，其实粳米只是稻米的一个品种。

## 概論
稻米可概分為為非洲型與亞洲型兩大品系。亞洲型又可分為秈稻（印度型）、粳稻（日本型、中國型、溫帶稉稻）以及爪哇稻（熱帶稉稻）三大類。
最早由日本學者加藤茂苞進行現代分類研究，將學名訂為日本稻（japonica）。在中華人民共和國建立後，學者丁穎曾推動改學名為中國稻（sinica rice）或梗稻（keng rice），但並未被學界廣泛接受，只在中華人民共和國內通行。
热带粳稻通过基因型分析，现在认为只是粳稻的一个小分类，原亞種名名已废弃。热带粳稻和溫帶稉稻的性状按地理呈连续变化，没有非常明确的分界线。
Garris et al. 认为粳稻（亚种）可分为溫帶（temperate japonica）、热带（tropical japonica）、香米（aromatic）三小支。

## 產地與品種
傳統上，華南、華中、台灣、印度及中南半島種植的是秈稻，出產的米為秈米；而中国淮河以北、西南高海拔地区及日本、朝鮮等地所种植的稻米品種多為粳稻。中国著名的天津“小站稻”、东北“北大荒”、宁夏“碧粳米”、唐山“胭脂米”、云南“香米”都是粳稻品种。
印度次大陆实际上粳米、籼米皆有。著名的印度香米虽然性状似籼米，但导致香气的BADH2基因突变为粳米带来。
江苏省农业科学院粮食作物研究所研制了一系列适合当地气候的“南粳”品种，占2021年江苏水稻种植面积的40%。

## 臺灣稻作歷史
臺灣最早種植的稻作是陸稻，也就是在旱田裡種植的稻作。島上原住民族傳統種植的山地陸稻，透過基因定序技術、親緣分析，發現大部分都是經過馴化的稉稻，其序列顯示山地陸稻並不是在臺灣獨立馴化而來，而是從亞洲其他地區來的。後來移民至臺灣島的大陸先民所植的，則主要為秈稻。近代粳稻的種植，則另源於日本人引進的蓬萊米，故「蓬萊米」一度是粳米的代稱，相對於當時台灣本地的秈稻（稱「在來米」）。由於臺灣地處熱帶到亞熱帶，南部較炎熱的氣候允許一年可以施行三期稻作，但因稻米產量過剩嚴重，現在很少施行，全台以兩期稻作為主，將進行推廣。
臺灣現今種植的稻作，則是經本土專家育種而來的眾多品系；粳稻品系有：台稉系列與台農系列，當前以：台稉16號（大雅米）、台稉八號、台稉九號、台農71號（益全香米）、台稉二號（池上米)和高雄139號、高雄145號，以及引進自日本米食主流越光米作為基礎，培育出台灣版越光米臺南16號（臺南越光米）為主。秈稻品系有：台中秈十號（金墩米又稱秈稻白米）、高雄秈糯8號、台中秈糯1號為主要種植對象。
臺灣亞洲大學健康學院院長林俊義花了5年的時間研培育出超級粳稻品種，其表示此稻種產量可望提高70%，1年可3收，將其命名「亞大168號超級稉稻」。經技術轉移，由福麟公司買下並提出品種權申請，經農委會公告命名為「福麟168號稉稻」，不同以往由農業改良場所主導研發。

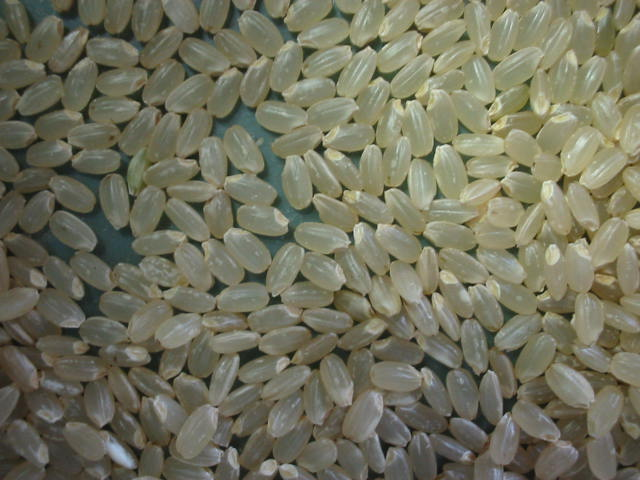
秋津穗 (Akitsuho)
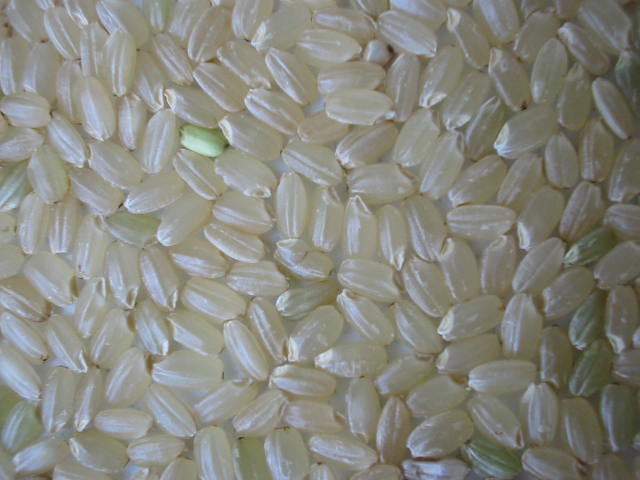
日之光 (Hinohikari)
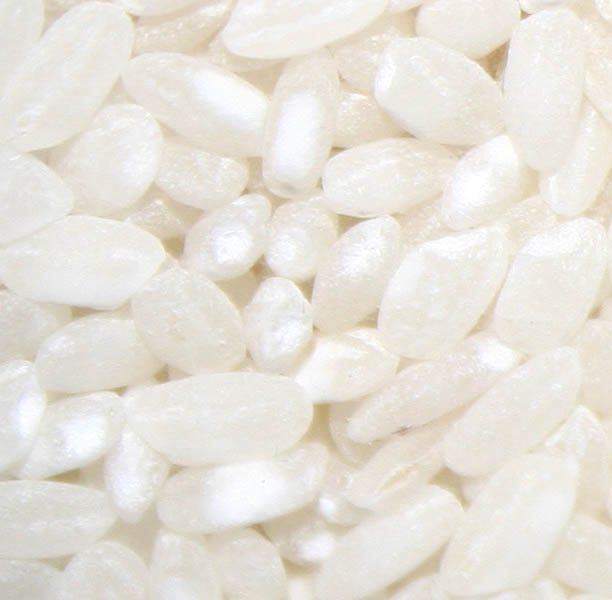
Chigalon
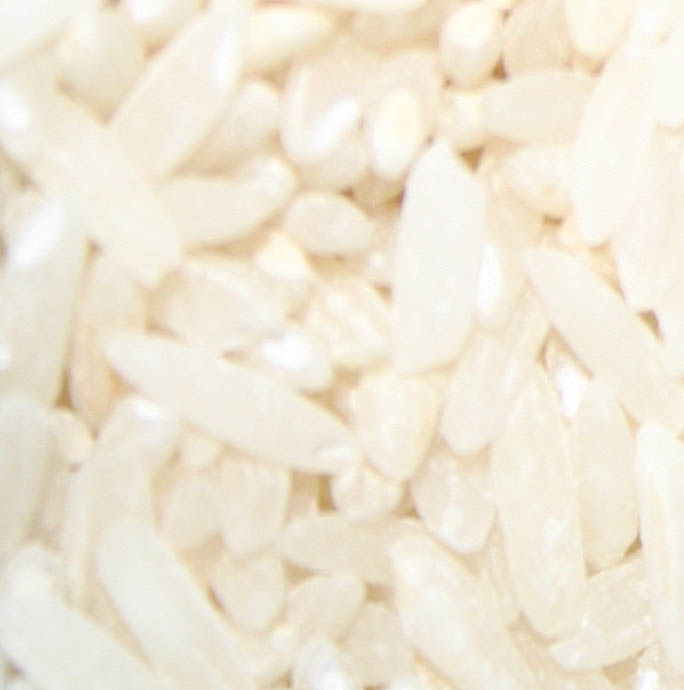
Inca
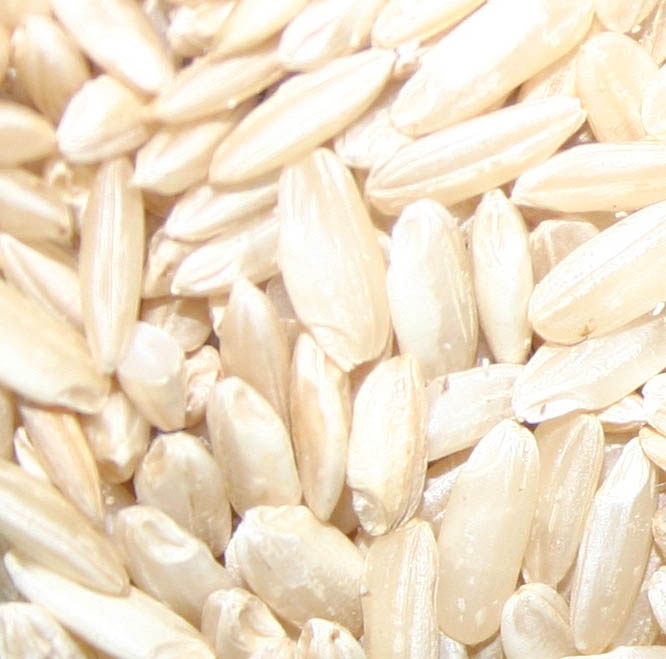
Irat 285
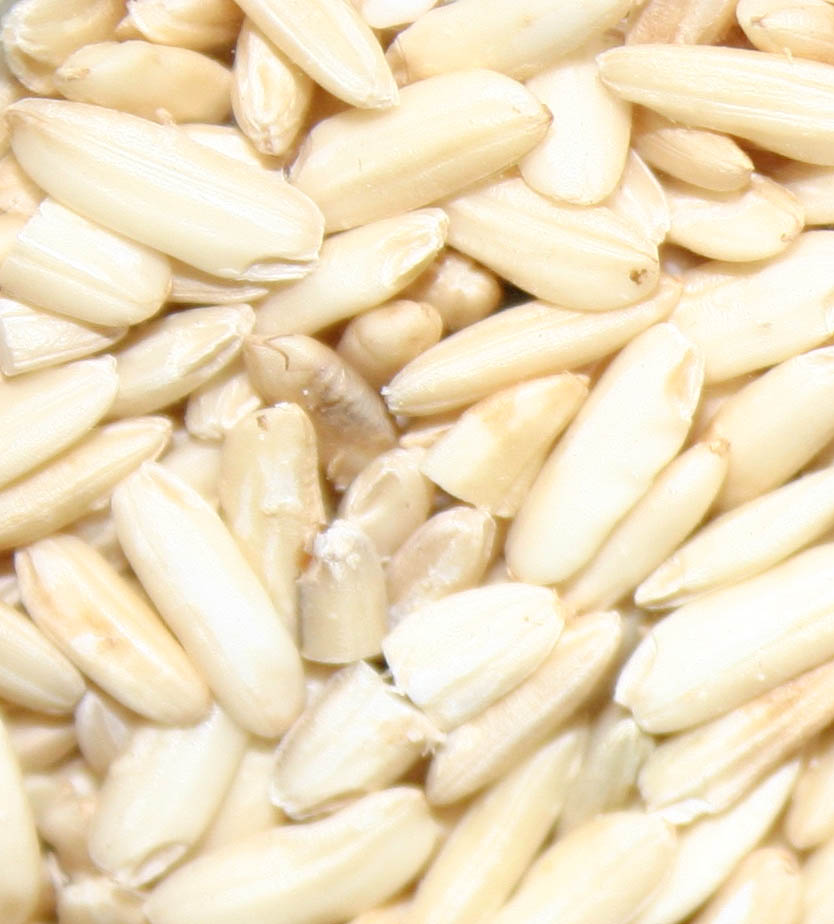
Khao Youak